# 長月燼明
《長月燼明》（英語：Till the End of the Moon）是改編自藤蘿為枝小說《黑月光拿穩BE劇本》的中國大陸仙俠网络劇，由鞠覺亮執導，何妨、羅璇編劇，罗云熙、白鹿領銜主演。于2021年11月5日正式開機，2022年3月26日殺青。于2023年4月6日在優酷視頻首播，臺灣由LINE TV同步跟播、Netflix於2023年5月6日首播8集、6月3日完播。

## 劇情簡介
為了解救被魔神澹台燼（羅雲熙 飾）毀滅的世界，衡陽宗掌門之女黎蘇蘇（白鹿 饰）在仙門被屠盡後，回到五百年前，成為盛國大將軍之女葉夕霧，阻止尚是凡人之軀的澹台燼成為魔神。
- 歷史時空

一萬年前（般若浮生夢境）魔神初現世，神魔大戰後，諸神殞落，宙神封印荒淵萬年，戰神冥夜封印上清神域，上清神域神族下凡設立仙門，為萬年後的仙門各派。上古魔神亡，但邪骨在魔神不滅，上古魔神早已留下魔胎（澹臺燼）。
- 原五百年後的時空

五百年前，人界：身怀邪骨的魔胎澹臺燼出生。
五百年後，在魔神澹臺燼出現三個月後，同悲道已開，屠盡仙門各派。黎蘇蘇回到五百年前，目的是殺死還是凡人之軀的澹臺燼，阻止其成為魔神。
- 重新回到五百年前的時空

五百年前，人界：盛、景兩國之戰，最終結果為景國勝，澹臺燼統一天下。葉夕霧身亡後，元神回到五百年後黎蘇蘇的身上。
五百年間，澹臺燼入幽冥川中，搜尋葉夕霧元神五百年。五百年後因幽冥川入口再度開啟，因緣際會被兆悠掌門救回逍遙宗。
五百年後，澹臺燼拜入逍遙宗為徒，成為仙門弟子滄九旻，後與黎蘇蘇相認。最後因三魔器現世，加上帝冕貪心吸收邪骨開啟同悲道，在師傅的懇求下，為拯救蒼生，捨棄仙門弟子滄九旻的身份，成為魔神澹臺燼，並設計讓黎蘇蘇勘破無情道成神，藉以誅殺魔神之軀，澹臺燼取出自己邪骨將之永遠毀滅。

## 演员列表

### 主要演员
| 演員   | 角色     | 介紹 | 配音   |
| 羅雲熙 | 澹臺燼   | （開場五百年前的魔神澹臺燼）景國三皇子→質子→凍斃復生→魔神 五百年前景國皇子，生為魔胎、身負邪骨、天生無情絲，且一出生母親便難產而死，因故受父王厭惡，棄於冷宮，受盡欺辱，六歲時被送往盛國為質。 成年後為逃離皇宮躲避殺害，不得已設計與毒婦葉夕霧成親，入贅葉家，卻難逃受盡折磨的命運。澹臺燼為保命總是逆來順受，半年內被葉夕霧各種虐待，更因被迫跪冰三日而凍斃身亡，悲苦聚集邪骨甦醒，自此化為魔神。 （重新回到五百年前的世界）景國三皇子→質子→景王→讓位並進入幽冥川五百年 由於時間重來，黎蘇蘇進到了葉夕霧的身體，澹臺燼未被虐待致死，後設計逃離盛國，回到景國當上新皇。在與盛國交戰之際，在墨河尋覓妖怪時觸動「般若浮生」。 後娶葉夕霧為后，但其為他以仙髓換走邪骨後身亡。澹臺燼不知其中緣由，傷痛欲絕，在幽冥川尋覓其魂魄五百年，後因緣際會被救回逍遙宗。 母親為夷月族人，因此天生擁有與動物溝通，操控鳥獸的能力。景國國徽三足金烏的烏鴉為其本命鳥獸。澹台燼於盛國為質時處境艱難，曾多次用此能力保命或報仇，但並未傷害無辜。 因身為魔胎，生來無情絲，感受不到七情，任何情緒都是透過模仿他人而得，因而被視為怪胎，不被任何人所愛。直到黎蘇蘇穿越成葉夕霧後，逐漸因她而生出情絲，改變孤獨的命運。 |        |
| 羅雲熙 | 滄九旻   | 逍遙宗小師弟（五百年後） 兆悠真人的徒弟，藏海、藏林、藏風師弟。 澹台燼因緣際會被逍遥宗掌門兆悠所救，拜兆悠掌門為師，由師傅改名滄九旻，兆悠給他從未得到過的無私關愛與信任，在他被眾人懷疑背叛仙門時，仍舊願意相信他，因而更奠定了他內心的善。 請參見#逍遙宗。 |        |
| 羅雲熙 | 冥夜     | 般若浮生（澹台燼身軀入夢經歷了萬年前冥夜戰神的一生） 冥夜為上清神域十二神之一的戰神，桑酒的夫君。真身為東海蛟龍，法相雙生文武尊。 冥夜與魔神交戰，後重傷掉進墨河，被桑酒所救。天欢暗自竊取上古冰晶為冥夜療傷，使冥夜被誤會是其擅取冰晶。桑酒自抽仙髓以代替上古冰晶，老蚌王便強迫冥夜下娶桑酒为妻，原本不情願的冥夜後逐漸愛上桑酒，卻因神魔大戰發生在即，自知會陨落的冥夜不想牵连桑酒，為让其離開故意與之和離。後桑酒慘遭天歡滅門，冥夜因心繫天下蒼生，沒有保護好桑酒，桑酒入魔，引來雷劫魂魄消散，冥夜傷心欲絕。 法器護心鱗為其真身蛟龍之鱗最堅硬的一片。冥夜為換取侵害不照山的魔器洗髓印，自拔身上之鱗作為交換洗髓印之法器，在護心鱗的靈氣滋養下，不照山才成為絕佳的修仙之地。 神魔大戰之後，發現了魔神的不死不滅，萬年後的澹臺燼將生為魔胎，故耗盡餘下神力留下「般若浮生」，引澹臺燼前往墨河入他一生之夢，藉此引他向善。 |        |
| 羅雲熙 | 上古魔神 | 般若浮生（萬年前） 虛無所誕生的魔神，是魔亦是神，世間邪惡之念皆由其吸收，覺得世間無趣，想回歸虛無，是以創立同悲道，想讓萬物盡毀。 魔神擁有三樣魔器，分別是魔神之眼屠神弩；魔神之手斬天劍；魔神之心洗髓印，其法相為六臂金剛。 而魔神早在神魔大戰之前就做好萬全準備，留下魔胎，以備自己的復生。神魔大戰後，面具碎裂時只有冥夜看到了他是澹台燼的形貌。 （五百年後） 與二代魔神澹臺燼共用身體，此時的澹臺燼仍有些微自己的意識，也有魔神的意識，故殺盡仙門後，澹臺燼的意識認出黎蘇蘇，刻意放黎蘇蘇回到過去，看是否能改變宿命。因黎蘇蘇無法痛下狠心了結自己，最終選擇自殺。 （穿越的五百年前） 一直在澹臺燼的識海中與其對話，誘引澹台燼心中邪恨，但因後來澹臺燼生出情絲，未受其蠱惑，反而在澹臺燼成為魔神後，被澹臺燼意志所驅。 |        |
| 白鹿   | 黎蘇蘇   | 衡陽宗掌門養女人稱毓靈仙子，宇神初凰、妖王諦冕之女。 因五百年後的世界被魔神所毀，帶著毀掉邪骨之使命回到五百年前，阻止澹台燼成為魔神。天生無垢靈體，為鳳凰族人適合修無情道，後因澹臺燼使其頓悟無情道而成神。 請參見#衡陽宗。 | 段艺璇 |
| 白鹿   | 葉夕霧   | （黎蘇蘇凡間歷劫本體/後為回到過去的黎蘇蘇本人）盛國將軍府葉家嫡女、澹台燼的妻子→景王后→因使用傾世之玉的神力而被雷劫劈死（五百年前） 黎蘇蘇歷劫原身的葉夕霧，是個愚蠢、惡毒且忌妒心重的毒婦，迷戀六殿下蕭凜，卻意外與澹臺燼成婚後，以戲弄、折磨澹臺燼為樂，將澹臺燼虐待致死，才導致魔神復生。 （穿越後的五百年前） 在黎蘇蘇穿越成葉夕霧後，救下了雪地裡瀕死的澹臺燼，與澹臺燼逐漸相知、相愛，讓澹臺燼逐漸長出情絲。最後為塑造仙髓以抽出澹台燼邪骨，使用傾世之玉的神力引來雷劫被劈死。死後黎蘇蘇元神直接回到被改變的五百年後世界，以閉關十年為由回歸甦醒。 | 段艺璇 |
| 白鹿   | 桑酒     | 般若浮生（萬年前） 墨河蚌族的公主、冥夜的妻子。痴戀冥夜，與冥夜成親後被天歡設計，因天歡屠族入魔，屠殺騰蛇一族修煉法器傾世之玉，因此觸動雷劫魂飛魄散。 | 段艺璇 |

### 主演
| 演員   | 角色     | 介紹 | 配音   |
| 陳都靈 | 葉冰裳   | （妺女元神歷劫）盛國將軍府葉家庶長女（五百年前） 與六殿下蕭凜相愛的將軍府閨秀，後嫁給蕭凜為側王妃。 | 高启帆 |
| 陳都靈 | 妺女     | 姒嬰之姐，上古女魃 （萬年前）元神受損，魔神將其元神投入人間歷劫。歷劫歸來後，遇到公冶寂無，由於兩人相似，故將對蕭凜的愧疚都彌補給他。 | 高启帆 |
| 陳都靈 | 天歡     | 般若浮生（萬年前） 天昊戰神之女、騰蛇族聖女。喜歡冥夜，挑撥冥夜與桑酒的關係，因妒屠殺墨河蚌族。 | 高启帆 |
| 鄧為   | 蕭凜     | 上清神域木神的山茶花（五百年前） 遺落於凡間轉生，成為五百年前，盛國六皇子，受封宣城王，深愛天下百姓，與葉冰裳一見鍾情，後為救盛國殘部，被中了傀儡術的葉夕霧以匕首刺進了噬魂楔而傷重，後因不甘投降，用術法強取出噬魂楔與景國打仗，失血力竭而亡。                                                                                          | 孙睿扬 |
| 鄧為   | 公冶寂無 | 衡陽宗大師兄（五百年後） 原在五百年後，為了救黎蘇蘇，被魔神殺死。生世為龐宜之在蕭凜死後重塑，忘卻前塵往事，在仙門復生重活。因得知五百年前的身份，覺得其他人都只是把自己作為替代品，加上後來誤會澹臺燼，為了誅殺澹臺燼不惜修煉魔功因而入魔。 請參見#衡陽宗。                                                                              | 孙睿扬 |
| 鄧為   | 桑佑     | 般若浮生（萬年前） 墨河的蚌族少主、桑酒兄長。荒淵身受重傷，被冥夜救走後溫養於冰晶之中，後被桑酒取走另找它法復活，最終復活失敗而亡。 | 孙睿扬 |
| 孫珍妮 | 翩然     | 九尾狐妖 生於荒淵，為了離開荒淵，遭斷兩尾成了七尾狐妖。 在邊關戰場上巧合救下了葉清宇，只因他和曾經的愛人姜饒長相十分相似。 一開始被澹臺燼以毒藥威脅為其效力，後真心為其效力。 時不時就稱呼自己為「姑奶奶」。 把黎蘇蘇當成自己的親妹妹一樣看待。 在葉清宇為保護自己而死時才終於明白自己真正的心意，用自己的妖丹救活他，最終在其懷中消逝。 |        |
| 耿業庭 | 葉清宇   | 請參見#盛國。 | 马正阳 |
| 于波   | 諦冕     | 請參見#般若浮生。 | 敖磊   |
| 鄭國霖 | 衢玄子   | 請參見#衡陽宗。 | 陈思宇 |
| 黃海冰 | 兆悠真人 | 請參見#逍遙宗。 |        |
| 李沛恩 | 龐宜之   | 請參見#逍遙宗。 | 袁铭喆 |
| 黃馨瑤 | 月扶崖   | 請參見#衡陽宗。 | 朱蓉蓉 |

### 特別主演
| 演員 | 角色   | 介紹            | 配音 |
| 劉敏 | 荊蘭安 | 請參見#夷月族。 |      |

### 特別出演
| 演員   | 角色     | 介紹                                                                                   | 配音   |
| 何中華 | 盛王     | 請參見#盛國。                                                                          |        |
| 王一菲 | 姒嬰     | 請參見#般若浮生。                                                                      |        |
| 常魯峰 | 葉嘯     | 請參見#盛國。                                                                          |        |
| 肖順堯 | 澹臺明朗 | 請參見#景國。                                                                          | 余昊威 |
| 张家硕 | 姜饶     | 翩然的愛人，葉清宇與其神似，一生縱馬沙場，臨終前將翩然情絲交與葉冰裳，託她交還給翩然。 |        |

### 友情出演
| 演員   | 角色 | 介紹                    | 配音   |
| 張芷溪 | 初凰 | 請參見#上清神域十二神。 | 孙亚晨 |
| 陳博豪 | 稷澤 | 請參見#上清神域十二神。 | 赵震   |

### 其他演员
| 演員   | 角色     | 介紹                                                     | 配音 |
| 兰西雅 | 夜魅     | 姒婴的下属。                                             |      |
| 徐藝瑄 | 童年姒婴 | 與姊姊妹女在萬年前被上古魔神所救，因而立誓永遠效忠魔神。 |      |

### 夷月族
| 演員     | 角色   | 介紹 | 配音 |
| 曲尼次仁 | 月阮阮 | 澹臺燼生母、夷月族公主 ，美麗善良。擁有夷月族操控鳥獸的能力，蝴蝶為其本命鳥獸。嫁於景王，冊封柔妃。難產時交代眾人寧死也要生下澹臺燼，因而身亡。 |      |
| 劉敏     | 荊蘭安 | 澹臺燼生母之婢女、夷月族大司祭 在月阮阮死後於冷宮中照顧澹臺燼，但冷宮中若無依靠、生存艱困，因此欺騙月瑩心留下，自己則借宮女外放時逃回了夷月族。回去後嫁給夷月族族長，成為大祭司，並育有一女月扶崖，於兒時失蹤。經過十幾年，因澹台明朗以其女行蹤利誘，命其假意回到澹臺燼身邊並背叛他，澹臺燼心痛絕望之際操控蜘蛛將她反殺。 |      |
| 黃雲雲   | 月瑩心 | 夷月族人、澹臺燼生母與澹臺燼之婢女 在澹臺燼生母死、於荊蘭安離開後，獨自照顧澹臺燼長大。因景國戰敗於盛國，隨澹臺燼前往盛都當質子，生活於冷宮，害怕從小行為怪異的澹臺燼。因澹臺明朗收買欲殺害澹臺燼，被澹臺燼發現並換了下藥的酒，自己昏迷於宮道上，被內侍汙辱而發瘋癡傻。                                                   |      |
| 李家豪   | 廿白羽 | 夷月族暗衛首領、澹臺燼景國大將、驚滅下屬 夷月族的老族長曾救過其父，因此廿氏一族對夷月族長一脈非常忠心。 擁有夷月族操控鳥獸的能力，＂夜鶯＂為其本命。 對澹台燼非常忠心，在澹台燼進幽冥之水不久後，被姒婴驚滅以魔胎丟失並以夷月族族人性命做要挾，不得已效力於二魔，後臥底於衡陽宗，借機策反滄九旻回歸成為魔神。             |      |
| 謝瑤     | 廿紫翎 | 夷月族人、廿白羽之姐。 |      |

### 盛國
| 演員   | 角色     | 介紹 | 配音 |
| 何中華 | 盛王     | 盛國皇帝-蕭昳 蕭凉、蕭凜之父，為人生性多疑，忌憚葉嘯在軍中的威望，甚至連自己的親子蕭凜都忌憚。為達目的不擇手段，為了求勝甚至用盛國百姓給澹臺明朗煉成傀儡偶兵。在澹臺燼破城後將他斬殺。 |      |
| 劉錦航 | 童年蕭   | 盛國五皇子 |      |
| 喳喳   | 蕭       | 盛國五皇子、武寧王 為人囂張，跋扈成性。 |      |
| 陳宇喆 | 童年蕭凜 | 盛國六皇子 |      |
| 鄧為   | 蕭凜     | 盛國六皇子、宣城王 葉冰裳之夫，對葉冰裳一見鍾情，卻沒有機會親口表明。為人心善，心繫百姓，但卻不敢反抗其父之暴政。 |      |
| 徐美玲 | 葉家祖母 | 盛國大長公主、柱國將軍之母 非常偏心，極其疼愛葉夕霧。葉清宇投降後被澹臺燼接到景國，依舊過著與往日無異的生活。 後被葉冰裳騙，喝下毒粥而亡。 |      |
| 常魯峰 | 葉嘯     | 盛國柱國大將軍 葉澤宇、葉冰裳、葉夕雾、葉清宇之父。葉清宇投效澹臺燼後與之冷戰，一起被接到景國生活，後因保護百姓而亡。 |      |
| 鄧靖弘 | 葉澤宇   | 叶家長子 成日不務正業的公子哥兒，平時與葉夕霧一樣，以欺負澹臺燼為樂。後與其父一起保護百姓而亡。 |      |
| 陳都靈 | 葉冰裳   | 葉家大小姐、宣城王側妃 與蕭凜相愛成親，後因盛國戰敗自覺無人可依，誤以為澹臺燼喜歡自己轉身投靠澹臺燼。曾在姜饒臨死前接受託付轉交情絲與死訊給翩然，後因看翩然有人所愛，過的比自己好，生起貪念因而情絲入體，後被澹臺燼取出還給翩然。一直認為蕭凜愛她只是因為情絲，為討好澹臺燼背叛蕭凜，從蕭凜的遺書中得知真相，悲痛自鴆而亡。 請參見#主演。 |      |
| 趙慕顏 | 嘉卉     | 葉家大小姐婢女，後被葉冰裳害死。 |      |
| 白鹿   | 葉夕霧   | 葉家二小姐 在黎蘇蘇成為葉夕霧之前，原本的葉夕霧愚蠢惡毒且囂張跋扈，迷戀蕭凜，忌妒葉冰裳想設計陷害她，卻反被正苦於如何逃出皇宮的澹臺燼設計，被迫與之成親後，處處羞辱為難且虐待、每日鞭打澹臺燼。 請參見#主要演员。 |      |
| 田京凡 | 春桃     | 葉家二小姐婢女。 |      |
| 耿業庭 | 葉清宇   | 叶家次子，葉家家督 為了百姓與推翻盛王暴政，投降景王澹臺燼。過去曾在戰場上被翩然所救，自此對她一見鍾情。在澹臺明朗使詐要殺害翩然時，替翩然擋下了獵妖弩，命懸一線時被翩然用妖丹復活，澹臺燼偽裝死亡離開景國後，戴面具偽裝澹臺家後代，擔任景國國君五百年。同悲道開啟後，設下結界保護百姓，最終散盡妖力。                                     |      |

### 景國
| 演員   | 角色         | 介紹 | 配音 |
| 王駕麟 | 景王         | 澹臺無極，澹臺明朗、澹臺燼之父 深愛澹臺燼之母柔妃，因柔妃難產而亡，怪罪於澹臺燼，對其不聞不問置於冷宮，還讓他到盛國為質。十幾年後病重，方生悔意，想見澹臺燼一面，卻被澹臺明朗殺父奪位。                                         |      |
| 孫麥涵 | 童年澹臺明朗 | 澹臺燼的皇兄。 |      |
| 房小墨 | 少年澹臺明朗 | 澹臺燼的皇兄。 |      |
| 肖順堯 | 澹臺明朗     | 澹臺燼的皇兄。 不受父皇疼愛，生母為皇后，母親早逝，覺得母親是被柔妃所害，因此痛恨柔妃與澹臺燼，兒時因侍女怠慢而燙傷，弒父後登上王位，與盛王合作，讓符玉用弱水將盛國百姓煉製成傀儡大軍，想要以此除掉澹臺燼，但最終被澹臺燼打死。 |      |
| 趙詩意 | 符玉         | 澹臺明朗的部下。 曾為赤霄宗門下弟子，因觸犯門規而被逐出宗門，與澹臺明朗相愛。 在幫澹臺明朗回景國奪回王位時被前來阻止進城的翩然打死。                                                                                            |      |
| 阮鴻城 | 童年澹臺明翰 | |      |

### 般若浮生
| 演員   | 角色   | 介紹 | 配音 |
| 羅雲熙 | 冥夜   | 十二神之一的戰神 真身為東海蛟龍，因鎮水石被其吸收，被迫與桑酒成婚，婚後日久生情，但前線作戰無暇顧及兒女私情，因神魔大戰與其和離。最後用神髓換其魔骨時，向其坦白心意，卻為時已晚。 因煉化洗髓印與冰晶耗盡神力，退回蛟龍真神。為天下蒼生，於墨河底沈睡萬年，留下護心麟保護澹臺燼不死。 留下般若浮生，只為扭轉萬年後魔神的復生，在心願完成後神魂俱散。 |      |
| 岳躍利 | 老蚌王 | 桑酒、桑佑之父 相當疼愛桑酒，知道桑酒心屬冥夜，藉鎮水冰晶一事，強迫冥夜與桑酒成婚。 |      |
| 鄧為   | 桑佑   | 蚌族少主、桑酒兄長 護妹狂魔，被天歡重傷後，騰蛇族將其丟入荒淵，冥夜將其救走後置於冰晶養傷，桑酒摔破冰晶將其帶走後，傷重不治。 |      |
| 白鹿   | 桑酒   | 蚌族公主、冥夜之妻、老蚌王之女、桑佑之妹 因崇拜迷戀戰神冥夜，時常跑去戰場窺視他，因而在冥夜被偷襲後第一時間找到他，並將其與天歡安置於鎮水結界內，因天歡盜取鎮水石，為了贖罪將自己的仙髓取代鎮水石。冥夜在其父強迫之下娶之為妻。後因滅族之恨，吸收全族的元神入魔，屠殺騰蛇一族並取神髓煉成魔器傾世之玉。 請參見#主要演员。                           |      |
| 陳都靈 | 天歡   | 天昊戰神之女，騰蛇族聖女 為人心狠毒辣，因想成為玉傾宮的主人，故想嫁給冥夜，處處針對桑酒，因厭惡桑酒屠殺蚌族。 請參見#主演。 |      |
| 于波   | 諦冕   | 魔神的左右手，尊稱魍之主，初凰之夫，黎苏苏生父。神魔大戰中，因初凰之死而叛殺魔神，被魔神封印於荒淵。萬年後破除封印到衡陽宗與女兒相認，搶走邪骨，並將衢玄子之死嫁禍給滄九旻，最後慘遭魔神劫殺，開啟同悲道。 |      |
| 王一菲 | 姒嬰   | 魔神的左右手，乃上古女魃。 亦名姒女；妺女之妹。幼時被上古魔神所救，自此全力效忠於他。在神魔大戰被稷澤封印於荒淵，萬年後待稷澤元神消散，衝破封印。 |      |
| 汪汐潮 | 驚滅   | 魔神的左右手，喜歡姒嬰。 在神魔大戰被封印於荒淵。 |      |
| 郭宇欣 | 紅珠   | 玉傾宮婢女，花仙。 |      |
| 澄芓   | 綠萼   | 玉傾宮婢女，花仙。 |      |

### 仙門

#### 逍遙宗
| 演員   | 角色       | 介紹 | 配音 |
| 李沛恩 | 龐宜之     | 宙神稷澤弟子、蕭凜小師叔、兆悠真人師叔、 五百年後逍遙宗的不虛真人。 - 萬年神魔大戰前，被宙神稷澤送到凡間與山茶花轉生的蕭凜成為逍遙宗弟子。 - 五百年前，下山協助蕭凜，受封盛國太常博士。 因對蕭凜有愧疚之心，故在蕭凜死後用殘存的魂魄結合仇人血、情人淚，放入冥夜的冰晶盞中重塑蕭凜成為公冶寂無。 - 五百年後，於身死後在逍遙宗以神識的狀態，出現在滄九旻等人面前。 |      |
| 喻慶輝 | 老年龐宜之 | 兆悠真人師叔、五百年後不虛真人 |      |
| 黃海冰 | 兆悠真人   | 逍遙宗掌門 蕭凜、藏海、藏林、藏風、滄九旻的師父 受龐宜之指引，於弱水鬼哭河救回瀕死的澹臺燼，並收其為徒取名滄九旻，不管滄九旻如何被誤解，始終袒護且相信。 在阻止魔神復活時，被成魔的諦冕重傷，感染同悲道的魔氣，不怨成魔禍害眾生，要求滄九旻殺死自己。 |      |
| 羅雲熙 | 滄九旻     | 逍遙宗小師弟 兆悠真人的徒弟，藏海、藏林、藏風的師弟。 澹臺燼被兆悠真人救回後，為找葉夕霧元神線索，拜入逍遙宗成為仙門弟子，改名滄九旻。 在仙門中與黎蘇蘇相認並釐清魔胎一事的真相，化解誤會後相愛相守，卻被仙門眾人揭穿魔胎身份誤會其殺人，幸其師父始終相信他，使他仍一心向善。 與黎蘇蘇成婚前被姒嬰驚滅擄至魔域逼其成為魔神，使他二度被仙門誤會。後來明白了上古魔神為虛無之神，只要邪骨存則不死不滅，「魔神滅，則同悲道滅」，唯有自己成為魔神取而代之，並讓真神誅殺才能關閉同悲道。於是吸收諦冕力量後成為魔神並假意入魔從惡，意使黎蘇蘇勘破無情道成神以誅殺自己。最終成神並自毀邪骨隕落，以身殉道，保衛三界眾生。生前親自在皇陵刻下自己的墓碑於「葉夕霧」墓旁。 請參見#主要演员。 |      |
| 李星霖 | 藏林       | 逍遙宗弟子、大師兄 滄九旻的師兄。 |      |
| 林聖一 | 藏海       | 逍遙宗弟子、二師兄 滄九旻的師兄。 |      |
| 王佳璇 | 藏風       | 逍遙宗弟子、三師兄 滄九旻的師兄。 |      |
| 張宸汐 | 鐘泰       | 逍遙宗弟子 蕭凜的部下。 |      |
| 余沛杉 | 陳賢       | 逍遙宗弟子 蕭凜的部下。 |      |

#### 衡陽宗
| 演員   | 角色           | 介紹 | 配音 |
| 鄭國霖 | 衢玄子         | 衡陽宗掌門 黎蘇蘇養父、公冶寂無师父 為人深明大義，疼愛黎蘇蘇，因曾被諦冕所救而誤信諦冕。 |      |
| 許棟銘 | 少年公冶寂無   | |      |
| 鄧為   | 公冶寂無       | 衡陽宗大師兄 為人溫柔體貼，喜歡黎蘇蘇，被黎蘇蘇拒絕後，被妺女感動而愛上對方。 後發現自己是龐宜之用蕭凜死後殘存的魂魄及情人淚、仇人血所生，認為大家都把他當成了蕭凜的替代品，因而生恨，想提高修為修煉魔功導致走火入魔。 請參見#主演。 |      |
| 白鹿   | 黎蘇蘇         | 衡陽宗宗主之養女 初凰、諦冕之女，擁有鳳凰族血脈 背負使命回到過去成為葉夕霧，經稷澤指點，得知摧毀邪骨之法需要三樣澹臺燼的東西，一場夢（般若浮生）、一滴淚（滅魂珠淚）、一縷絲（情絲）。 後因澹臺燼計劃，勘破無情道成神，成神後得知澹台燼的本意乃要讓自己殺他，只得忍痛誅殺澹台燼並欲共死，但被澹臺燼保護送離。後生下與澹台燼的女兒一同生活。 請參見#主要演员。 |      |
| 程子夏 | 童年月扶崖     | 夷月族少主、大司祭荆兰安之女 幼時被澹臺明朗丟落至荒淵，因緣際會被葉夕霧所救，後交給農夫夫婦扶養，為避免爾後紛爭，改名為岳涯。 |      |
| 黃馨瑤 | 岳涯（月扶崖） | 夷月族少主，大司祭荆兰安之女 五百年後，拜入衡陽宗拜為徒，成為黎蘇蘇的小師侄，其師為姚薇。 請參見#主演。 |      |
| 李家豪 | 廿白羽         | 請參見#夷月族。 |      |
| 何標   | 衡陽宗長老     | |      |
| 祝賀   | 衡陽宗長老     | |      |
| 袁宏   | 衡陽宗長老     | |      |
| 張玉虎 | 衡陽宗長老     | |      |
| 李振勇 | 衡陽宗教長老   | |      |

#### 赤霄宗
| 演員   | 角色   | 介紹 | 配音 |
| 卢勇   | 岑浩然 | 赤霄宗掌門 袒護獨子，因獨子被殺怪罪滄九旻，得知滄九旻為魔胎後，為替獨子報仇，聯合仙門各派欲誅殺他。                                         |      |
| 宗沐一 | 岑覓   | 赤霄宗掌門之子、少掌門。 仗勢欺人，為人囂張又貪財好色，曾騷擾偽裝成黎蘇蘇的月扶崖，被滄九旻阻止後記恨滄九旻，故找其麻煩，最終慘遭姒嬰劫殺。 |      |

#### 蓬萊島
| 演員   | 角色     | 介紹         | 配音 |
| 葛施敏 | 流徵老祖 | 蓬萊島掌門。 |      |

### 上清神域十二神
以敦煌石窟中的12神祉（宇、宙、日、月、金木水火土、風、雷及戰神）形象為人物原型。
| 演員   | 角色      | 介紹 | 配音 |
| 羅雲熙 | 戰神 冥夜 | 十二神之一，住在上清神域的戰神居所玉傾宮 真身為蛟龍修煉成神，護心鱗是冥夜的逆麟，用以淨化被洗髓印魔化的地界，此處即為萬年後的仙門逍遙宗。法相為雙生文尊。 請參見#主要演员。 |      |
| 張芷溪 | 宇神 初凰 | 十二神之一，掌管空間 諦冕之妻，黎苏苏之生母，鳳凰族神女。在神魔大戰中為了給冥夜爭取時間封印邪骨，將屠神弩轉移自身而亡。殞落之後，身軀化為重羽箜篌。                         |      |
| 陳博豪 | 宙神 稷澤 | 十二神之一，掌管時間 魔神大戰時讓宇神坍縮魔域，以自身元神鎮守荒淵萬年。留下預言、過去鏡與破光陣，讓黎蘇蘇得以回到過去改變宿命，在隕落前告知其取出邪骨的方法。               |      |
| 李俊辰 | 日神      | 十二神之一 |      |
| 趙圓瑗 | 月神      | 十二神之一 |      |
| 朱麗嵐 | 金神      | 十二神之一 |      |
| 沈瑞娜 | 木神      | 十二神之一 |      |
| 陳鶴一 | 水神      | 十二神之一 |      |
| 李璟羿 | 火神      | 十二神之一 |      |
| 周小飛 | 土神      | 十二神之一 |      |
| 圻夏夏 | 風神      | 十二神之一 |      |
| 錦超   | 雷神      | 十二神之一 |      |

## 電視劇原聲帶
| 《長月燼明》電視劇原聲帶 | 《長月燼明》電視劇原聲帶         | 《長月燼明》電視劇原聲帶 | 《長月燼明》電視劇原聲帶 | 《長月燼明》電視劇原聲帶 | 《長月燼明》電視劇原聲帶 |
| 曲序                     | 曲目                             |                          | 作曲                     | 编曲                     | 演唱                     |
| ------------------------ | -------------------------------- | ------------------------ | ------------------------ | ------------------------ | ------------------------ |
| 1.                       | 我爱的这个世界（片头曲）         | 刘畅、王翼荣、段思思     | 谭旋                     | 陈思同                   | 刘宇宁                   |
| 2.                       | 黑月光（片尾曲）                 | 段思思                   | 谭旋                     | Terence Teo              | 张碧晨、毛不易           |
| 3.                       | 不逾（插曲）                     | 季知拙、王翼荣           | 沈雾敛                   | 楊濶                     | 叶炫清、张远             |
| 4.                       | 第一次爱人（插曲）               | 刘畅                     | 谭旋                     |                          | 张磊                     |
| 5.                       | 寄长月                           | 张靖怡                   | 张靖怡                   | 劉炫豆                   | 不才                     |
| 6.                       | 界（插曲）                       | 张靖怡、王翼荣           | 刘炫豆                   | 劉炫豆                   | 袁娅维                   |
| 7.                       | 玄鸟（插曲）                     | 萨吉                     | 萨吉                     | 宋阳                     | 萨吉                     |
| 8.                       | 寻常歌（插曲）                   | 又君                     | 怀袖                     | 張鋒棣                   | 不才                     |
| 9.                       | 要不然我们就这样一万年（插曲）   | 段思思                   | 谭旋                     | 李建衡                   | 黄霄雲                   |
| 10.                      | 以我之躯（插曲）                 | 张鹏鹏、关大洲           | 关大洲                   | 关大洲                   | 黄霄雲                   |
| 11.                      | 月烬无声（插曲）                 | 张靖怡、王翼荣           | 刘炫豆                   |                          | 胡彦斌                   |
| 12.                      | 执一念（插曲）                   | 景她                     | 关大洲                   | 余威                     | 黄龄                     |
| 13.                      | 只你（插曲）                     | 向涵、顾如愿             | 李建衡                   |                          | 双笙                     |
| 14.                      | 黑月光（宣传曲）                 | 段思思                   | 谭旋                     | Terence Teo              | 罗云熙、白鹿             |
| 15.                      | 要不然我们就这样一万年（宣传曲） | 段思思                   | 谭旋                     | 李建衡                   | 黄霄雲                   |

## 原著小說
| 出版時間     | 書籍名稱            | 作者     | 出版社         | 國際標準書號       |
| 2021年9月1日 | 《長月無燼》        | 藤蘿為枝 | 廣東旅遊出版社 | ISBN 9787557025885 |
| 2022年2月1日 | 《長月無燼2完結篇》 | 藤蘿為枝 | 廣東旅遊出版社 | ISBN 9787557026493 |

## 制作
- 2021年11月5日，該劇公佈演員陣容，同日，該劇發佈概念海報[5]。
- 2022年3月31日，該劇釋出杀青特辑[6]。
- 2022年9月，根據廣電總局重點網絡劇通告，劇名由《碧城訣》和《碧城訣第二季》分别更改為《長月燼明》和《月照千峰》[7]。
- 2023年4月3日，該劇定檔4月6日優酷全網獨播，並發佈首支預告[8]。

## 播出時間
| 頻道            | 所在地   | 日期                          | 時間                                | 備註                                                                                                  |
| 首播            |          |                               |                                     | |
| 優酷視頻        | 中国大陆 | 2023年4月6日-2023年5月29日    | 18:00                               | 会员 4月24日起每周日更新2集，周一至周四每天更新1集，连更9天 非会员 每周一至周五更新1集，首周连更9天。 |
| LINE TV         | 臺灣     | 2023年4月6日-2023年5月29日    | 22:00                               | 会员 4月24日起每周日更新2集，周一至周四每天更新1集，连更9天 非会员 每周一至周五更新1集，首周连更9天。 |
| 中華電信MOD     | 臺灣     | 2023年4月13日                 |                                     | 每週五更新                                                                                            |
| TrueID          | 泰國     | 2023年4月14日                 |                                     | |
| Netflix         | 亞洲區   | 2023年5月6日-2023年6月3日     |                                     | |
| 八度空间        | 马来西亚 | 2023年6月5日-2023年8月10日    | 21:00                               | 星期一至四播一集                                                                                      |
| HUB娱家戏剧台   | 新加坡   | 2023年6月14日-2023年8月8日    | 21:00                               | 星期一至五播一集                                                                                      |
| true ASIAN MORE | 泰國     | 2023年7月20日                 |                                     | |
| MOATV           |          | 2023年8月3日                  |                                     | |
| AATTV亞美衛視   | 美国     | 2023年9月5日                  |                                     | |
| EYETV戲劇台     | 臺灣     | 2023年11月1日-2023年12月4日   | 19:00-21:00 02:00-04:00 12:00-14:00 | 星期一至五播二集                                                                                      |
| ivi             | 俄羅斯   | 2023年12月20日                |                                     | |
| okko            | 俄羅斯   | 2023年12月20日                |                                     | |
| kion            | 俄羅斯   | 2023年12月20日                |                                     | |
| 中天娱乐台      | 臺灣     | 2024年3月27日-2024年6月11日   | 21:00-22:00                         | 每周一至五                                                                                            |
| ViuTV           | 香港     | 2024年10月30日-2024年12月24日 | 05:00-06:00                         | 星期二至六播一集                                                                                      |

## 獎項
| 年份 | 頒獎典禮               | 獎項         | 入圍者       | 结果 |
| ---- | ---------------------- | ------------ | ------------ | ---- |
| 2024 | 2024首都電視節目春推會 | 年度優秀劇集 | 《長月燼明》 | 獲獎 |

## 社会影响
《长月烬明》的热播引发了“一部剧带火多座城”的现象级效应，蚌埠、宣城、敦煌、青岛等地区均结合《长月烬明》开展了旅游推介活动。
其中，因外形与剧中“冥夜”“桑酒”较为吻合，位于安徽省蚌埠市龙子湖风景区的中国南北分界线蛟龙和张公山公园的珍珠玉女雕塑成为网红景点，吸引了各地游客前去打卡。2023年五一前后，蚌埠文旅局还同步推出首届文化旅游美食节，并设立《长月烬明》旅游专线，游客数量及旅游收入均大幅增长。此外，该剧还推动了“影视+文旅”融合发展，带动了周边文创产品销售。

## 电视节目的变迁
| 马来西亚 八度空间 亚洲精选 星期一至四 21:00 - 22:00 | 马来西亚 八度空间 亚洲精选 星期一至四 21:00 - 22:00                                   | 马来西亚 八度空间 亚洲精选 星期一至四 21:00 - 22:00 |
| --------------------------------------------------- | ------------------------------------------------------------------------------------- | --------------------------------------------------- |
|                                                     | 长月烬明 (2023年6月5日-2023年8月10日) 16                                              |                                                     |
| 星汉灿烂·月升沧海 （2023年2月27日－2023年6月1日）   | 女神请登录 （2023年8月14日-2023年8月29日）玉骨遥 （2023年8月30日－2023年11月13日） 16 |                                                     |

| 新加坡 HUB娱家戏剧台 星期一至五 21:00 - 22:00 | 新加坡 HUB娱家戏剧台 星期一至五 21:00 - 22:00 | 新加坡 HUB娱家戏剧台 星期一至五 21:00 - 22:00 |
| --------------------------------------------- | --------------------------------------------- | --------------------------------------------- |
|                                               | 长月烬明 （2023年6月14日－2023年8月8日） PG13 |                                               |
| 九霄寒夜暖 （2023年4月25日－2023年6月13日）   | 云襄传 （2023年8月9日－2023年9月27日）        |                                               |

| 臺灣 中天娛樂台 星期一至五 21:00 - 22:00 | 臺灣 中天娛樂台 星期一至五 21:00 - 22:00    | 臺灣 中天娛樂台 星期一至五 21:00 - 22:00 |
| ---------------------------------------- | ------------------------------------------- | ---------------------------------------- |
|                                          | 長月燼明 （2024年3月27日－2024年6月11日）   |                                          |
| —                                        | 春闺梦里人 （2024年6月12日－2024年7月25日） |                                          |

| 香港 ViuTV 星期二至六 05:00 - 06:00      | 香港 ViuTV 星期二至六 05:00 - 06:00        | 香港 ViuTV 星期二至六 05:00 - 06:00 |
| ---------------------------------------- | ------------------------------------------ | ----------------------------------- |
|                                          | 長月燼明 （2024年10月30日-2024年12月24日） |                                     |
| 一念關山 （2024年9月4日-2024年10月29日） | 以愛為營 （2024年12月25日-2025年2月12日）  |                                     |

## 外部連結
- 長月燼明官微的新浪微博
- 豆瓣电影上《長月燼明》的資料 （简体中文）
- 豆瓣读书上《長月無燼》的資料 （简体中文）
- 豆瓣读书上《長月無燼2完結篇》的資料 （简体中文）
- 互联网电影数据库（IMDb）上《長月燼明》的资料（英文）
- 在優酷網上觀看《長月燼明》
- 在LINE TV上觀看《長月燼明》
- 在Netflix上觀看《長月燼明》